# إم زد تي سكوبيه
إم زد تي سكوبيه هو فريق كرة سلة مقدوني تأسس في سنة 1966 يقع مقره في سكوبيه. ينافس في كأس أوروبا لكرة السلة والدوري الأدرياتيكي والدوري المقدوني لكرة السلة.

## الإنجازات
| الإنجاز                         | الإنجاز | المرات | السنوات                                                                |        |        |
| الدوري                          | الدوري  | الدوري | الدوري                                                                 | الدوري | الدوري |
| ------------------------------- | ------- | ------ | ---------------------------------------------------------------------- | ------ | ------ |
| دوري جمهورية مقدونيا            | الفوز   | 6      | 1970، 1971، 1972، 1973، 1974، 1979                                     |        |        |
| الدوري المقدوني لكرة السلة      | الفوز   | 5      | 2012، 2013، 2014، 2015، 2016                                           |        |        |
| الدوري المقدوني لكرة السلة      | النهائي | 11     | 1993، 1996، 1998، 1999، 2001، 2004، 2012، 2013، 2014، 2015، 2016       |        |        |
| الكأس                           |         |        |                                                                        |        |        |
| كأس مقدونيا لكرة السلة          | الفوز   | 8      | 1996، 1997، 1999، 2000، 2012، 2013، 2014، 2016                         |        |        |
| كأس مقدونيا لكرة السلة          | النهائي | 12     | 1994، 1995، 1996، 1997، 1999، 2000، 2003، 2011، 2012، 2013، 2014. 2016 |        |        |
| كأس السوبر المقدونية لكرة السلة | الفوز   | 3      | 2003، 2015، 2016                                                       |        |        |
| كأس السوبر المقدونية لكرة السلة | النهائي | 4      | 2000. 2003، 2015، 2016                                                 |        |        |

## أبرز اللاعبين
من أبرز اللاعبين الذين لعبوا معه:
- فربيكا ستيفانوف
- بوريس باكيتش
- كيد ديفيس
- دانيال كلارك
- ديفون فان أوسترم
- نيكولا أوتاشفيتش
- أوين كلاسن
- سياد شهوفيتش
- ألكسندر تشابين
- جيورجي تسينتسادزي
- جيرمياه ماسي

## وصلات خارجية
- الموقع الرسمي